# Classe R (sous-marin britannique)
Pour les autres classes de navires du même nom, voir Classe R.
La classe R est une classe de 12 petits sous-marins construite par la Royal Navy pendant la Première Guerre mondiale.

## Conception
Les unités de cette classe ont été les précurseurs d'une nouvelle conception de la lutte sous-marine. Le design de la coque répond à une optimisation de sa vitesse en plongée, avec une forte puissance de ses moteurs électriques.
Avec une vitesse en plongée de 14 nœuds, la classe R établit un record qui ne sera battu par un sous-marin expérimental japonais qu'en 1938 (21 nœuds).
La classe R est aussi la première à être équipé de 6 tubes lance-torpilles en proue. Ils sont de 18 pouces (457 mm) à l'origine, puis remplacés par des 21 pouces (533 mm). Elle est aussi équipée du premier hydrophone.
Le canon de pont de 4 pouces n'est pas installé pour maintenir les performances de vitesse en plongée.

## Service

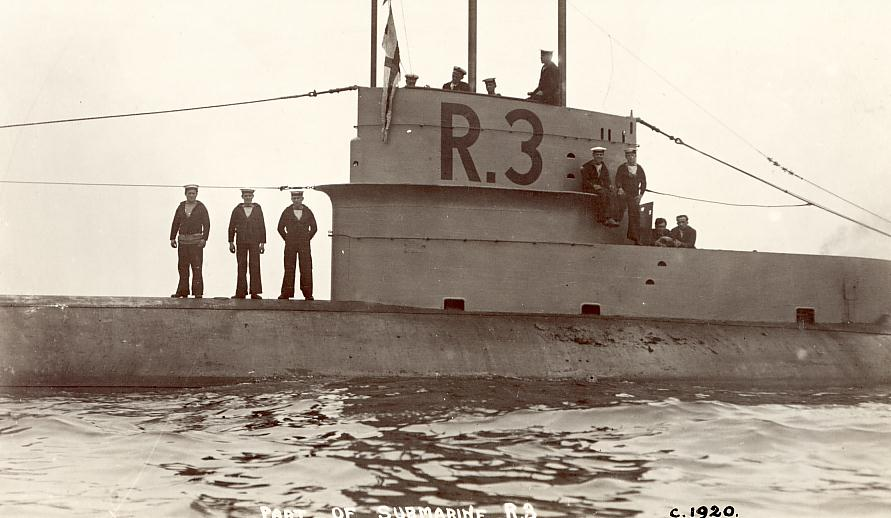
Le HMS R3, vers les années 1920

Basés à Killybegs dans le Comté de Donegal (Irlande), ils participent, au sein de la 5e flottille, à la fin de la guerre en Mer du Nord. En octobre 1918, un sous-marin de cette classe tirera une salve de 6 torpilles sur un sous-marin allemand.
Tous les unités, sauf les R4 et R10, seront vendus pour la ferraille en 1923. Les deux survivants serviront pour la formation à la lutte anti-sous-marine à l'Île de Portland. Le R10 sera mis à la ferraille en 1929 et le R4 servira comme navire cible jusqu'en 1934.

## Les sous-marins de classe R
- Chatham Dockyard : HMS R1, HMS R2, HMS R3 et HMS R4
- Pembroke Dock : HMS R5 et HMS R6 (annulé en 1919)
- Vickers à Barrow-in-Furness : HMS R7 et HMS R8
- Armstrong Whitworth à Newcastle upon Tyne : HMS R9 et HMS R10
- Cammell Laird à Birkenhead : HMS R11 et HMS R12